# Струсь, Николай
Николай или Миколай Струсь (пол. Mikołaj Struś; 1580—1627) — польский полковник, комендант Кремля летом-осенью 1612 года, староста Галицкий, Снятынский и Хмельницкий.
Родился в шляхетской семье Якуба Струся и Барбары из рода Потоцких в Каменец-Подольске. 24 июня 1610 года принимал участие в Клушинской битве, после которой стал комендантом Можайска.
В марте 1611 года под началом гетмана Александра Гонсевского отбил штурм первого ополчения. Затем зимовал в Смоленске. После сбора второго ополчения вместе с Ходкевичем подступил к Москве и сменил Гонсевского на посту коменданта Кремля.
В конце лета 1612 года поражение гетмана Ходкевича сделало положение запертого в Кремле Струся безнадёжным. Голод и падение дисциплины в польском гарнизоне (из 3000 солдат летом к ноябрю осталось не больше половины) вынудили его сдаться ополчению князя Пожарского. Половине гарнизона — литвинам хорунжего Будзилы — сохранили жизнь, однако пленные солдаты из полка Струся 27 октября (9 ноября) были зарублены казаками князя Трубецкого. Струсь пробыл в плену до Деулинского перемирия (1619 г.). В 1620 году сражался под Цецорой.
Его дочь Кристина (пол. Krystyna Strusiówna) вышла замуж за князя Константина Вишневецкого (1564—1641), ранее женатого на сестре Марины Мнишек. Детей у них не было.
В то время литовские военачальники (Воеводы) величались Па-холками, в честь первых киевских князей Оскольда (Аскольда) и Дира.
Вот выдержки из исторических документов о Па-холке Струсь: «Струсь рассердился еще больше, рвался к сабле; польский гонец говорил приставам: «Мы его давно и в Литве знаем: как напьется, то не знает сам, что с сердца делает». После этого не велено было Струсевых  Па-холков пускать на торг ни за чем, а для покупки велено посылать стрельцов, с кабака покупать ничего не велено и приставам запрещено ходить к нему»; «…литовские Па-холки станут с стрельцами о чем-нибудь задираться, то стрельцам велено их бить ослопами». При обмене пленными с Литовцами на речке Поляновке, царь Михаил Феодорович производил обмен Па-холка Струсь на своего отца святейшего патриарха Филарета Никитича.